# یک قاب شکسته
«یک قاب شکسته» (به انگلیسی: A Broken Frame) آلبومی از دپش مد است که در سال ۱۹۸۲ میلادی منتشر شد.
این آلبوم در چارت‌های بریتانیا جزو ده آلبوم اول قرار گرفت.